# Eupleura
Eupleura là một chi ốc biển, là động vật thân mềm chân bụng sống ở biển thuộc họ Muricidae, họ ốc gai.

## Các loài
Các loài thuộc chi Eupleura bao gồm:
- Eupleura caudata (Say, 1822)[2]
- Eupleura limata Dall, 1890[3]
- Eupleura muriciformis (Broderip, 1833)[4]
- Eupleura nitida (Broderip, 1833)[5]
- Eupleura pectinata (Hinds, 1844)[6]
- Eupleura plicata (Reeve, 1844)[7]
- Eupleura sulcidentata Dall, 1890[8]
- Eupleura tampaensis (Conrad, 1846)[9]
- Eupleura triquetra (Reeve, 1844)[10]
- Eupleura vokesorum Herbert, 2005[11]